# 古明圆蛤
古明圆蛤（学名：Cycladicama cumingii），是帘蛤目蹄蛤科圆蛤属的一种。主要分布于越南、韩国、中国大陆、台湾，常栖息在潮间带至潮下带50米。